# Fernand Guiot
Pour les articles homonymes, voir Guiot.
Fernand Guiot est un acteur franco-belge, né à Namur le 7 août 1932 et mort à Paris le 26 juin 2021.

## Biographie
Cet acteur de Namur était connu pour son rôle de M. Dubreuil dans L'Aile ou la Cuisse de Claude Zidi.
Formé au Conservatoire dramatique de Bruxelles, Fernand Guiot était parti s'installer à Paris dans les années cinquante pour entamer une longue carrière. On a pu l'apercevoir non seulement au cinéma mais aussi au théâtre ainsi qu’à la télé avec des apparitions dans des séries comme Les Enquêtes du commissaire Maigret ou Julie Lescaut. Au total, il avait à son actif plus de 200 films, pièces et séries.

## Filmographie sélective

### Cinéma
- 1956 : L'amour est quelque part... en Belgique de Gaston Schoukens
- 1958 : Le Petit Prof de Carlo Rim
- 1960 : Les Moutons de Panurge de Jean Girault
- 1960 : Meurtre en 45 tours d'Etienne Périer
- 1961 : La Belle Américaine de Robert Dhéry et Pierre Tchernia  : Un reporter
- 1962 : Un clair de lune à Maubeuge de Jean Chérasse
- 1963 : L'Assassin connaît la musique de Pierre Chenal
- 1966 : Le Voleur de Louis Malle
- 1966 : La Seconde Vérité de Christian-Jaque
- 1968 : Les Cracks d'Alex Joffé
- 1969 : Le Cerveau de Gérard Oury
- 1970 : Le Mur de l'Atlantique de Marcel Camus
- 1973 : L'Héritier de Philippe Labro
- 1974 : Stavisky d'Alain Resnais
- 1974 : Aloïse de Liliane de Kermadec
- 1975 : Le Guêpier de Roger Pigaut
- 1976 : L'Aile ou la Cuisse de Claude Zidi : Dubreuil
- 1976 : Nuit d'or de Serge Moati
- 1976 : Armaguedon d'Alain Jessua
- 1977 : Vous n'aurez pas l'Alsace et la Lorraine de Coluche et Marc Monnet
- 1977 : Un oursin dans la poche de Pascal Thomas
- 1979 : Ils sont grands, ces petits de Joël Santoni
- 1980 : 5 % de risques de Jean Pourtalé
- 1982 : Tête à claques de Francis Perrin
- 1984 : French Lover (Until September) de Richard Marquand
- 1986 : Chère canaille de Stéphane Kurc
- 1987 : Club de rencontres de Michel Lang
- 1999 : Le Vélo de Ghislain Lambert de Philippe Harel
- 2000 : Marie-Line de Mehdi Charef
- 2006 : L'Ivresse du pouvoir de Claude Chabrol (uniquement voix)

### Télévision
- 1960 : Rouge d'André Leroux
- 1965 : Belle et Sébastien série télévisée de Cécile Aubry
- 1966 : Rouletabille chez les Bohémiens, de Robert Mazoyer
- 1968 : Provinces (émission "La mère"), série télévisée de Robert Mazoyer
- 1968 : Puce de Jacques Audoir (téléfilm)
- 1969 : Fortune d'Henri Colpi
- 1972 : Au théâtre ce soir : Histoire d'un détective de Sidney Kingsley, mise en scène Jean Meyer, réalisation Pierre Sabbagh, Théâtre Marigny
- 1972 : Au théâtre ce soir : Le Médecin malgré lui de Molière, mise en scène Jean Meyer, réalisation Georges Folgoas, Théâtre Marigny
- 1972 : Au théâtre ce soir : Lidoire de Georges Courteline, mise en scène Jean Meyer, réalisation Georges Folgoas, Théâtre Marigny
- 1972 : épisode Le comte de Lavalette de la série Les Évasions célèbres : Joly
- 1973 : Molière pour rire et pour pleurer de Marcel Camus, (Feuilleton TV)
- 1974 : Au théâtre ce soir : L'Or et la paille de Pierre Barillet et Jean-Pierre Grédy, mise en scène Jacques Sereys, réalisation Georges Folgoas, Théâtre Marigny
- 1974 : Les Faucheurs de marguerites de Marcel Camus (feuilleton TV)
- 1975 : Les Brigades du Tigre, épisode Le défi de Victor Vicas
- 1976 : Minichronique de René Goscinny et Jean-Marie Coldefy, épisode Crème et châtiment : le médecin
- 1976-1983 : Cinéma 16 - 4 téléfilms :
  - 1983 : Venise attendra de  Daniel Martineau
  - 1978 : Thomas Guérin, retraité de Patrick Jamain
  - 1977 : L'Œil de l'autre de Bernard Queysanne - Le guetteur, le chauffeur de taxi
  - 1976 : Journal d'un prêtre ouvrier de Maurice Failevic - Albert
- 1977 : Désiré Lafarge  épisode : Désiré Lafarge et les rois du désert  de Jean-Pierre Gallo
- 1977 : Messieurs les jurés : L'Affaire Lieutort d'André Michel
- 1977 : Les Enquêtes du commissaire Maigret, épisode : Maigret et Monsieur Charles de Jean-Paul Sassy
- 1978 : Les Folies Offenbach, épisode La Valse oubliée de Michel Boisrond
- 1978 : Les Enquêtes du commissaire Maigret, épisode : Maigret et le marchand de vin de Jean-Paul Sassy
- 1979.  Fantômas (mini-série) épisode la mort qui tue (un gardien)
- 1980 : La Vie des autres : La Part des ténèbres de Jean-Luc Moreau
- 1980 : Les Mystères de Paris d'André Michel
- 1981 : Staline est mort d'Yves Ciampi
- 1981 : La Double Vie de Théophraste Longuet de Yannick Andreï
- 1983 : Les Nouvelles Brigades du Tigre de Victor Vicas, épisode Rita et le Caïd de Victor Vicas
- 1984 : Les Enquêtes du commissaire Maigret, épisode L'Ami d'enfance de Maigret de Stéphane Bertin
- 1987 : Les Enquêtes du commissaire Maigret, épisode : Maigret voyage de Jean-Paul Carrère
- 1989 : Les Enquêtes du commissaire Maigret, épisode : L'Auberge aux noyés de Jean-Paul Sassy
- 1993 : Albert Savarus d'Alexandre Astruc
- 1993 : Une famille formidable 1 épisode (Le pion chargé de l'examen de Nicolas Beaumont)
- 1993 : Julie Lescaut, épisode Harcèlements de Caroline Huppert - Delcourt
- 1995 : Bébé coup de foudre de Michel Lang
- 1997 : Belle comme Crésus de Jean-François Villemer

### Doublage
- 2001 : Chevalier : ? ( ? )
- 2002 : Plus jamais : ? ( ? )

## Théâtre
- 1961 : Un certain monsieur Blot de Robert Rocca, mise en scène René Dupuy, Théâtre Gramont
- 1961 : Le Dépit amoureux de Molière, mise en scène Jean Meyer, Théâtre du Palais-Royal
- 1962 : La Reine galante d'André Castelot, mise en scène Jean-Pierre Grenier, Théâtre des Ambassadeurs
- 1962 : Frank V de Friedrich Durrenmatt, mise en scène André Barsacq, Théâtre de l'Atelier
- 1963 : L'Assassin de la générale de Ladislas Fodor, mise en scène Jean-Pierre Grenier, Théâtre Michel
- 1964 : Luther de John Osborne, mise en scène Georges Wilson, TNP Festival d'Avignon
- 1964 : Romulus le grand de Friedrich Durrenmatt, mise en scène Georges Wilson, Festival d'Avignon
- 1964 : Maître Puntila et son valet Matti de Bertolt Brecht, mise en scène Georges Wilson, TNP Théâtre de Chaillot
- 1965 : Luther de John Osborne, mise en scène Georges Wilson, TNP Théâtre de Chaillot
- 1967 : Dieu, empereur et paysan de Julius Hay, mise en scène Georges Wilson, TNP Théâtre de Chaillot
- 1967 : Les Fantasticks de Tom Jones (en) et Harvey Schmidt (en), mise en scène Jacques Sereys, Théâtre La Bruyère
- 1969 : La Résistible Ascension d'Arturo Ui de Bertolt Brecht, mise en scène Georges Wilson, TNP Théâtre de Chaillot
- 1969 : Pour solde de tout compte de Dimitri Frenkel Frank, mise en scène Roland Monk, Théâtre du Tertre

- 1970 : Le Procès Karamazov de Diego Fabbri, mise en scène Pierre Franck, Théâtre de la Michodière
- 1970 : L'Avare de Molière, mise en scène Jean Meyer, Théâtre des Célestins
- 1971 : La Forêt de Alexandre Ostrovski, mise en scène André Barsacq, Théâtre de l'Atelier
- 1971 : Les Anges meurtriers de Conor Cruise O'Brien, mise en scène Joan Littlewood, Théâtre de Chaillot
- 1971 : Oscarine ou les tournesols de Liliane Wouters, mise en scène Madeleine Ozeray et Patrick Dutertre, Théâtre Daniel Sorano Vincennes
- 1972 : Occupe-toi d'Amélie de Georges Feydeau, mise en scène Jacques-Henri Duval, Théâtre des Célestins
- 1972 : Histoire d'un détective de Sidney Kingsley, mise en scène Jean Meyer, Théâtre des Célestins
- 1972 : Le Jour le plus court de Jean Meyer, mise en scène de l'auteur, Théâtre des Célestins
- 1972 : Le Médecin malgré lui de Molière, mise en scène Jean Meyer, Maison des Jeunes Cachan
- 1973 : Le Paysan parvenu d'Albert Husson d'après Marivaux, mise en scène Jean Meyer, Théâtre des Célestins
- 1973 : Sainte Jeanne de George Bernard Shaw, mise en scène Pierre Franck, Théâtre des Célestins
- 1973 : Tartuffe de Molière, mise en scène Jean Meyer, Théâtre des Célestins avec Jean Marais
- 1973 : Nid d'embrouilles de Claude Magnier, mise en scène François Guérin, Théâtre des Nouveautés
- 1974 : Les Bienfaits de la culture d'Alexis Nikolaïevitch Tolstoï, mise en scène Jean Meyer, Théâtre des Célestins
- 1974 : L'Avare de Molière, mise en scène Jean Meyer, Théâtre des Célestins
- 1975 : On ne badine pas avec l'amour de Alfred de Musset, mise en scène Jean Meyer, Théâtre des Célestins
- 1975 : La Poudre aux yeux de Eugène Labiche, mise en scène Jean Meyer, Théâtre des Célestins
- 1975 : Le Dindon de Georges Feydeau, mise en scène Jean Meyer, Théâtre des Célestins
- 1975 : Napoléon III à la barre de l'histoire d'André Castelot, mise en scène Jean-Laurent Cochet, Théâtre du Palais Royal
- 1976 : Knock de Jules Romains, mise en scène Jean Meyer, Théâtre des Célestins
- 1977 : L'Otage de Paul Claudel, mise en scène Guy Rétoré, Théâtre de l'Est parisien, Festival d'Avignon

- 1984 : Désiré de Sacha Guitry, mise en scène Jean-Claude Brialy, théâtre Édouard VII
- 1988 : Bacchus de Jean Cocteau, mise en scène Jean Marais, Théâtre des Bouffes-Parisiens